# Namakarana
Le Nāmakarana (sanskrit : नामकरण) (significant littéralement "nommage") est le rite de nommage d'un enfant l'hindouisme. Il fait partie des samskaras, les rites religieux qui marquent la vie des croyants. Le prénom doit être choisi suivant la constellation astrologique sous laquelle l'enfant est né, mais aussi suivant la divinité du mois de sa naissance. Des prières spécifiques sont récitées le jour de la cérémonie, fêté entre dix et trente jours après la naissance. Ce rite de passage est l'un des plus importants dans l'hindouisme. Comme pour tous les samskaras, des offrandes au temple et un rituel autour du feu sont de mise.